# Fred Schepisi

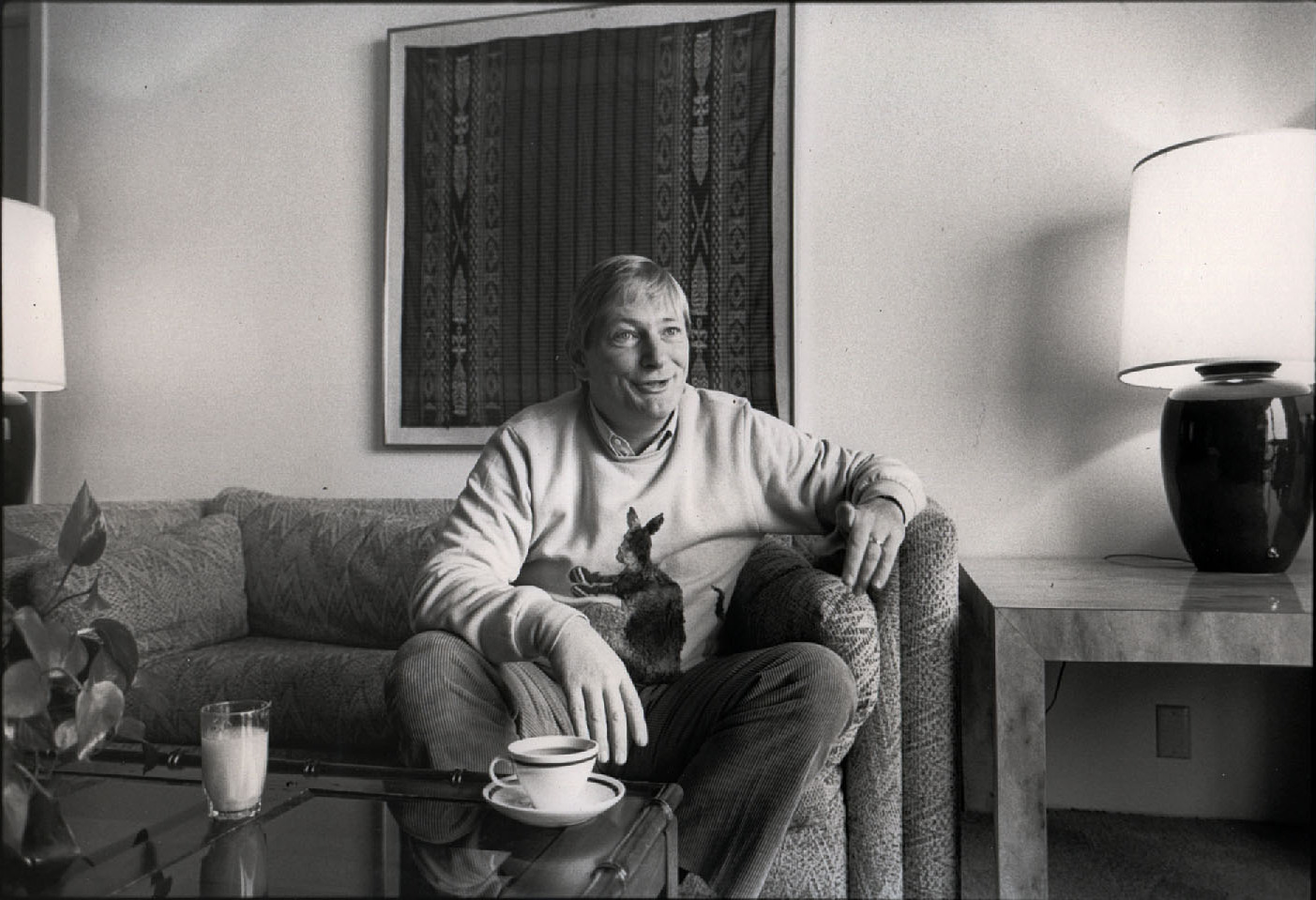
Fred Schepisi (1984)

Fred Schepisi, właśc. Frederic Alan Schepisi (ur. 26 grudnia 1939 w Melbourne) – australijski reżyser filmowy, tworzący głównie w Stanach Zjednoczonych. Realizował różnorodne gatunki filmowe; zarówno komedie, dramaty, jak i filmy sensacyjne. Odznaczony Orderem Australii.

## Filmografia
- Pieśń Jimmiego Blacksmitha (1978)
- Barbarosa (1982)
- Człowiek z lodowca (1984)
- Obfitość (1985)
- Roxanne (1987)
- Krzyk w ciemności (1988)
- Wydział Rosja (1990)
- Baseballista (1992)
- Szósty stopień oddalenia (1993)
- Narzeczona dla geniusza (1994)
- Lemur zwany Rollo (1997)
- Ostatnia prośba (2001)
- Wszystko w rodzinie (2003)
- Oko cyklonu (2011)
- Wypisz, wymaluj... miłość (2013)